# كولين داغبا
كولين داغبا (بالفرنسية: Colin Dagba)‏ هو لاعب كرة قدم فرنسي من أصل بنيني يلعب في مركز الظهير ولد في يوم 9 سبتمبر 1998 في بلدة بيثون في فرنسا، يلعب حالياً مع نادي باريس سان جيرمان ب وسبق له اللعب مع نادي بولون، في أغسطس 2018 لعب أول مباراة له مع باريس سان جيرمان في مباراة كأس الأبطال الفرنسي وألتي إنتهت بفوز باريس سان جرمان ب4 أهداف دون مقابل على نادي موناكو.

## روابط خارجية
- كولين داغبا على موقع الاتحاد الأوربي (الإنجليزية)
- كولين داغبا على موقع إي إس بي إن إف سي (الإنجليزية)
- كولين داغبا على موقع قاعدة بيانات كرة القدم.إي يو (الإنجليزية)
- كولين داغبا على موقع ليكيب (الفرنسية)
- كولين داغبا على موقع Soccerbase.com (لاعب) (الإنجليزية)
- كولين داغبا على موقع Soccerway.com (الإنجليزية)
- كولين داغبا على موقع عالم كرة القدم.نت (الإنجليزية)
- كولين داغبا على موقع كووورة
- كولين داغبا على موقع AS.com (الإسبانية)